# Historia electoral de Hillary Clinton
Hillary Clinton, del Partido Demócrata, se desempeñó como la 67.ª secretaria de Estado de los Estados Unidos (2009-2013), senadora de los Estados Unidos por Nueva York (2001-2009) y primera dama de los Estados Unidos (1993-2001). También fue candidata en las primarias presidenciales demócratas de 2008 y 2016. En 2016, Clinton fue la candidata presidencial de su partido; ganó el voto popular nacional en esa elección por casi 3 millones de votos, pero su oponente republicano, Donald Trump, ganó el Colegio Electoral y, por lo tanto, la presidencia.

## Nombramientos a la Corporación de Servicios Legales de 1978 y 1980
Confirmaciones en el Senado de los Estados Unidos a la Corporación de Servicios Legales:
1978
- Confirmada para un periodo de dos años, expirando en 1980.

1980
- Confirmada para un periodo de tres años, expirando en 1983.

## Elecciones al Senado de Estados Unidos por Nueva York de 2000
| Resultados de las primarias demócratas al Senado por Nueva York de 2000 | Resultados de las primarias demócratas al Senado por Nueva York de 2000 | Resultados de las primarias demócratas al Senado por Nueva York de 2000 | Resultados de las primarias demócratas al Senado por Nueva York de 2000 | Resultados de las primarias demócratas al Senado por Nueva York de 2000 |
| Partido                                                                 | Partido                                                                 | Candidato/a                                                             | Votos                                                                   | %                                                                       |
| ----------------------------------------------------------------------- | ----------------------------------------------------------------------- | ----------------------------------------------------------------------- | ----------------------------------------------------------------------- | ----------------------------------------------------------------------- |
|                                                                         | Demócrata                                                               | Hillary Clinton                                                         | 565,353                                                                 | 82%                                                                     |
|                                                                         | Demócrata                                                               | Mark McMahon                                                            | 124,315                                                                 | 18%                                                                     |

| Elecciones al Senado de los Estados Unidos por Nueva York, 2000 | Elecciones al Senado de los Estados Unidos por Nueva York, 2000 | Elecciones al Senado de los Estados Unidos por Nueva York, 2000 | Elecciones al Senado de los Estados Unidos por Nueva York, 2000 | Elecciones al Senado de los Estados Unidos por Nueva York, 2000 |
| Partido                                                         | Partido                                                         | Candidato/a                                                     | Votos                                                           | %                                                               |
| --------------------------------------------------------------- | --------------------------------------------------------------- | --------------------------------------------------------------- | --------------------------------------------------------------- | --------------------------------------------------------------- |
|                                                                 | Demócrata                                                       | Hillary Rodham Clinton                                          | 3,562,415                                                       |                                                                 |
|                                                                 | Familias Trabajadoras                                           | Hillary Rodham Clinton                                          | 102,094                                                         |                                                                 |
|                                                                 | Liberal                                                         | Hillary Rodham Clinton                                          | 82,801                                                          |                                                                 |
|                                                                 | total                                                           | Hillary Rodham Clinton                                          | 3,747,310                                                       | 55.27                                                           |
|                                                                 | Republicano                                                     | Rick Lazio                                                      | 2,724,589                                                       |                                                                 |
|                                                                 | Conservador                                                     | Rick Lazio                                                      | 191,141                                                         |                                                                 |
|                                                                 | total                                                           | Rick Lazio                                                      | 2,915,730                                                       | 43.01                                                           |
|                                                                 | Independencia                                                   | Jeffrey Graham                                                  | 43,181                                                          | 0.64                                                            |
|                                                                 | Verde                                                           | Mark Dunau                                                      | 40,991                                                          | 0.60                                                            |
|                                                                 | Derecho a la vida                                               | John Adefope                                                    | 21,439                                                          | 0.32                                                            |
|                                                                 | Libertario                                                      | John Clifton                                                    | 4,734                                                           | 0.07                                                            |
|                                                                 | De la Constitución                                              | Louis Wein                                                      | 3,414                                                           | 0.05                                                            |
|                                                                 | Socialista Obrero                                               | Jacob Perasso                                                   | 3,040                                                           | 0.04                                                            |

## Elecciones al Senado de Estados Unidos por Nueva York de 2006
| Resultados de las primarias del Partido de las Familias Trabajadoras de 2006 | Resultados de las primarias del Partido de las Familias Trabajadoras de 2006 | Resultados de las primarias del Partido de las Familias Trabajadoras de 2006 | Resultados de las primarias del Partido de las Familias Trabajadoras de 2006 | Resultados de las primarias del Partido de las Familias Trabajadoras de 2006 |
| Partido                                                                      | Partido                                                                      | Candidato/a                                                                  | Votos                                                                        | %                                                                            |
| ---------------------------------------------------------------------------- | ---------------------------------------------------------------------------- | ---------------------------------------------------------------------------- | ---------------------------------------------------------------------------- | ---------------------------------------------------------------------------- |
|                                                                              | Demócrata                                                                    | Hillary Clinton (incumbente)                                                 | 9,364                                                                        | 93.64%                                                                       |
|                                                                              | Demócrata                                                                    | Jonathan B. Tasini                                                           | 636                                                                          | 6.36%                                                                        |
| Total                                                                        | Total                                                                        | Total                                                                        | 10,000                                                                       | 100%                                                                         |

| Resultados de las primarias demócratas al Senado por Nueva York de 2006 | Resultados de las primarias demócratas al Senado por Nueva York de 2006 | Resultados de las primarias demócratas al Senado por Nueva York de 2006 | Resultados de las primarias demócratas al Senado por Nueva York de 2006 | Resultados de las primarias demócratas al Senado por Nueva York de 2006 |
| Partido                                                                 | Partido                                                                 | Candidato/a                                                             | Votos                                                                   | %                                                                       |
| ----------------------------------------------------------------------- | ----------------------------------------------------------------------- | ----------------------------------------------------------------------- | ----------------------------------------------------------------------- | ----------------------------------------------------------------------- |
|                                                                         | Demócrata                                                               | Hillary Clinton (incumbente)                                            | 640,955                                                                 | 83.0%                                                                   |
|                                                                         | Demócrata                                                               | Jonathan B. Tasini                                                      | 124,999                                                                 | 17.9%                                                                   |
| Total                                                                   | Total                                                                   | Total                                                                   | 765,954                                                                 | 100%                                                                    |

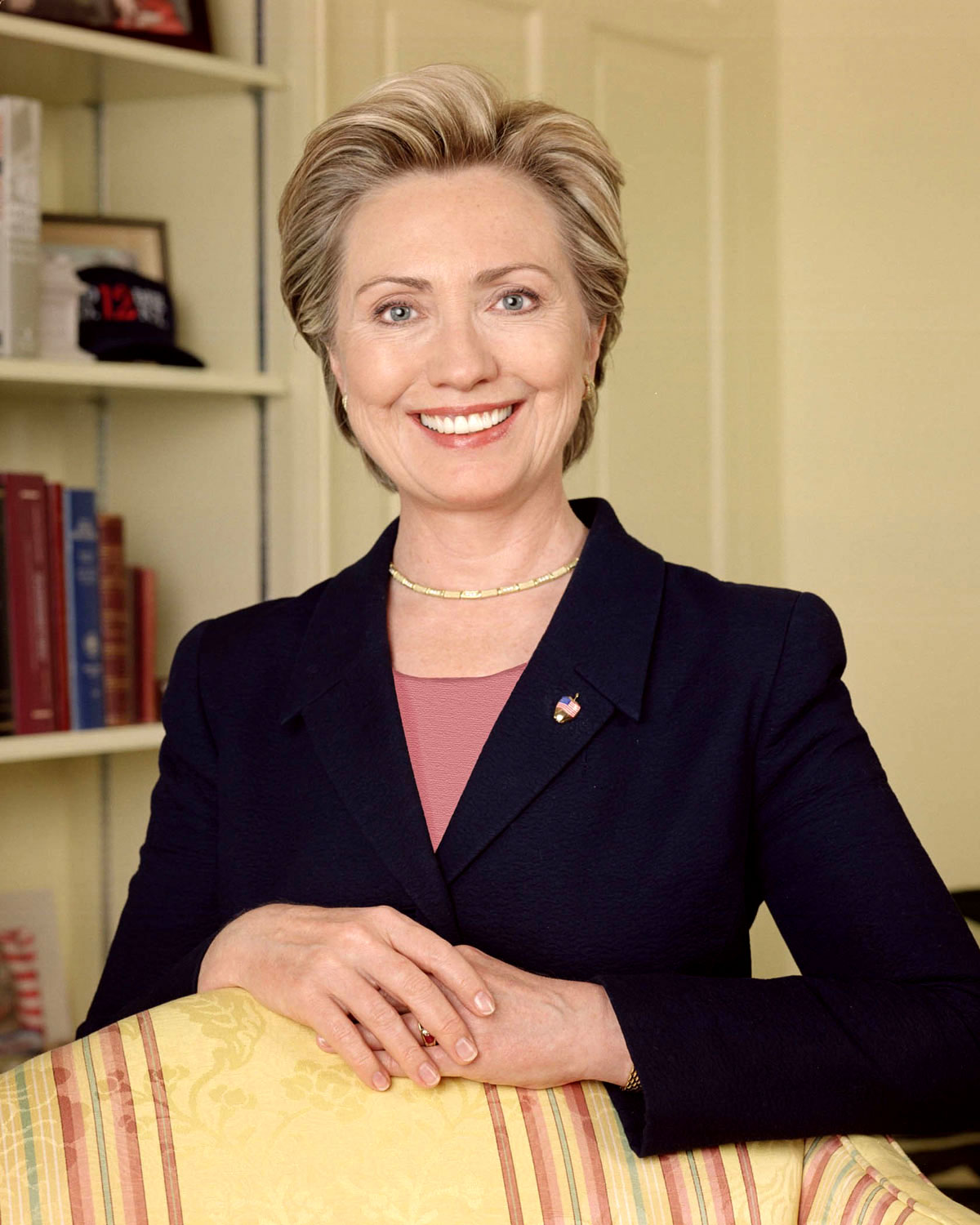
Senadora Hillary Rodham Clinton (D-NY)

Primarias demócratas para el Senado de Estados Unidos por Nueva York, 2006:
- Hillary Rodham Clinton (en el cargo) - 640,955 (83.68%)
- Jonathan Tasini - 124,999 (16.32%)

Elección al Senado de Estados Unidos por Nueva York, 2006:
- Hillary Rodham Clinton (D) (en el cargo) - 3,008,428 (67.00%)
- John Spencer (R) - 1,392,189 (31.01%)
- Howie Hawkins (Verde) - 55,469 (1.24%)
- Jeff Russell (LBT) - 20,996 (0.47%)
- Róger Calero (Trabajadores Socialistas) - 6,967 (0.16%)
- Bill van Auken (Igualdad Socialista) - 6,004 (0.13%)

Clinton también postuló en las filas de los independientes y de las Familias Trabajadoras, mientras que Spencer en las de los Conservadores.

## Elecciones presidenciales en Estados Unidos de 2008
Primarias presidenciales demócratas de 2008: 
Excluyendo a los procesos penalizados, solo votos de primarias y caucuses:
- Barack Obama - 16,706,853 (49.03%)
- Hillary Rodham Clinton - 16,239,821 (47.66%)
- John Edwards* - 742,010 (2.17%)
- Bill Richardson* - 89,054 (0.26%)
- Sin comprometerse - 82,660 (0.24%)
- Dennis Kucinich* - 68,482 (0.2%)
- Joe Biden* - 64,041 (0.18%)
- Mike Gravel* - 27,662 (0.08%)
- Christopher Dodd* - 25,300 (0.07%)
- Otros - 22,556 (0.06%)

Incluyendo a los procesos penalizados:
- Hillary Rodham Clinton - 18,225,175 (48.03%)
- Barack Obama - 17,988,182 (47.41%)
- John Edwards* - 1,006,275 (2.65%)
- Sin comprometerse - 299,610 (0.79%)
- Bill Richardson* - 106,073 (0.28%)
- Dennis Kucinich* - 103,994 (0.27%)
- Joe Biden* - 81,641 (0.22%)
- Viciados - 44,348 (0.12%)
- Mike Gravel* - 40,251 (0.11%)
- Christopher Dodd* - 35,281 (0.09%)

(* - se retiraron de la campaña antes del final de los caucuses y primarias)

### Conteo de delegados del Partido Demócrata de 2008
| Convención Nacional Demócrata de 2008 (se necesitaban 2,118 delegados para asegurar la nominación) |                         |                                                |                  |
| Candidato/a                                                                                        | Delegados comprometidos | Total de delegados (incluyendo superdelegados) | Votación nominal |
| Barack Obama                                                                                       | 1,765                   | 2,156                                          | 3,188.5          |
| Hillary Rodham Clinton                                                                             | 1,637                   | 1,922                                          | 1,010.5          |
| John Edwards                                                                                       | 4                       | 6                                              | 0                |

## Nombramiento como Secretaria de Estado, 2009
| Confirmación del Senado de Estados Unidos de 2009 para Secretaria de Estado | Confirmación del Senado de Estados Unidos de 2009 para Secretaria de Estado | Confirmación del Senado de Estados Unidos de 2009 para Secretaria de Estado | Confirmación del Senado de Estados Unidos de 2009 para Secretaria de Estado | Confirmación del Senado de Estados Unidos de 2009 para Secretaria de Estado |
| 21 de enero de 2009                                                         | Partido                                                                     | Partido                                                                     | Partido                                                                     | Total de votos                                                              |
| --------------------------------------------------------------------------- | --------------------------------------------------------------------------- | --------------------------------------------------------------------------- | --------------------------------------------------------------------------- | --------------------------------------------------------------------------- |
|                                                                             |                                                                             |                                                                             |                                                                             | Total de votos                                                              |
|                                                                             | Demócrata                                                                   | Republicano                                                                 | Independientes                                                              | Total de votos                                                              |
| Sí                                                                          | 53                                                                          | 39                                                                          | 2                                                                           | 94                                                                          |
| No                                                                          | 0                                                                           | 2                                                                           | 0                                                                           | 2                                                                           |
| Mayoría simple (49 de 96 votos) requerida – Nominación confirmada           |                                                                             |                                                                             |                                                                             |                                                                             |

## Elecciones presidenciales de Estados Unidos, 2016

### Elecciones primarias del Partido Demócrata de 2016
Voto popular de las primarias presidenciales demócratas de 2016: 
- Hillary Rodham Clinton - 16,914,722 (55.23%)
- Bernie Sanders - 13,206,428 (43.12%)
- Martin O'Malley - 110,423 (0.36%)
- Otros - 394,293 (1.30%)

Conteo de delegados demócratas de 2016: (se necesitaban 2,382 para asegurar la nominación)
| Candidato(a)           | Delegados comprometidos | Incluyendo a posibles superdelegados | Votación nominal en la Convención |
| ---------------------- | ----------------------- | ------------------------------------ | --------------------------------- |
| Hillary Rodham Clinton | 2,205 (54.43%)          | 2,773.5 (58.23%)                     | 2,842 (59.67%)                    |
| Bernie Sanders         | 1,846 (45.57%)          | 1,889.5 (39.67%)                     | 1,865 (39.16%)                    |
| Martin O'Malley        | 0                       | 1 (0.02%)                            | 0                                 |
| Disponibles            | 0                       | 99 (2.08%)                           | 56 (1.17%)                        |

### Elecciones presidenciales de Estados Unidos, 2016
| Candidato/a presidencial Candidato/a vicepresidencial | Candidato/a presidencial Candidato/a vicepresidencial | Partido       | Voto popular | %      | Votos Colegio Electoral |
| ----------------------------------------------------- | ----------------------------------------------------- | ------------- | ------------ | ------ | ----------------------- |
|                                                       | Donald Trump Mike Pence                               | Republicano   | 62,985,106   | 46.09% | 304                     |
|                                                       | Hillary Clinton Tim Kaine                             | Demócrata     | 65,853,625   | 48.18% | 227                     |
|                                                       | Gary Johnson Bill Weld                                | Libertario    | 4,489,233    | 3.28%  | 0                       |
|                                                       | Jill Stein Ajamu Baraka                               | Verde         | 1,457,222    | 1.07%  | 0                       |
|                                                       | Evan McMullin Mindy Finn                              | Independiente | 731,788      | 0.54%  | 0                       |
|                                                       | Otros                                                 | Otros         | 1,152,671    | 0.84%  | 0                       |
| Total                                                 | Total                                                 | Total         | 136,669,237  | 100%   | 538                     |